# Elezioni parlamentari in Slovenia del 2008
Le elezioni parlamentari in Slovenia del 2008 si tennero il 21 settembre per il rinnovo dell'Assemblea nazionale. In seguito all'esito elettorale, Borut Pahor, espressione dei Socialdemocratici, divenne Presidente del Governo nell'ambito di una coalizione con Democrazia Liberale di Slovenia, Zares e Partito Democratico dei Pensionati della Slovenia; il Partito Democratico Sloveno del primo ministro uscente Janez Janša passò invece all'opposizione.

## Risultati
| Socialdemocratici                                             | 320 248   | 30,45 | 29 |  |  |  |
| Partito Democratico Sloveno                                   | 307 735   | 29,26 | 28 |  |  |  |
| Zares                                                         | 98 526    | 9,37  | 9  |  |  |  |
| Partito Democratico dei Pensionati della Slovenia             | 78 353    | 7,45  | 7  |  |  |  |
| Partito Nazionale Sloveno                                     | 56 832    | 5,40  | 5  |  |  |  |
| Partito Popolare Sloveno - Partito della Gioventù di Slovenia | 54 809    | 5,21  | 5  |  |  |  |
| Democrazia Liberale di Slovenia                               | 54 771    | 5,21  | 5  |  |  |  |
| Nuova Slovenia - Partito Popolare Cristiano                   | 35 774    | 3,40  | –  |  |  |  |
| Il Tiglio                                                     | 19 068    | 1,81  | –  |  |  |  |
| Lista per la Giustizia e lo Sviluppo                          | 5 897     | 0,56  | –  |  |  |  |
| Verdi di Slovenia                                             | 5 367     | 0,51  | –  |  |  |  |
| Altri <0,5%                                                   | 14 447    | 1,37  | –  |  |  |  |
| Comunità italiana e ungherese                                 | –         | –     | 2  |  |  |  |
| Totale                                                        | 1 051 827 | 100   | 90 |  |  |  |
|                                                               |           |       |    |  |  |  |
| Voti non validi                                               | 18 597    | 1,74  |    |  |  |  |
| Votanti                                                       | 1 070 424 |       |    |  |  |  |